# Barusjulu
Barusjulu is een bestuurslaag in het regentschap Karo van de provincie Noord-Sumatra, Indonesië. Barusjulu telt 1467 inwoners (volkstelling 2010).